# Nozdraczuny
Nozdraczuny (biał. Наздрачуны; ros. Наздрачуны) − wieś na Białorusi, w obwodzie grodzieńskim, w rejonie smorgońskim, w sielsowiecie Soły.

## Historia
W czasach zaborów wieś włościańska w gminie Kucewicze, w powiecie oszmiańskim, w guberni wileńskiej Imperium Rosyjskiego. W 1866 roku liczyła 45 mieszkańców w 7 domach. W 1905 roku wieś liczyła 120 mieszkańców, 131 dziesięcin.
W latach 1921–1945 wieś leżała w Polsce, w województwie wileńskim, w powiecie oszmiańskim, w gminie Krewo.
W 1931 wieś w 32 domach zamieszkiwały 142 osoby.
Wierni należeli do parafii rzymskokatolickiej w Żupranach. Miejscowość podlegała pod Sąd Grodzki w Oszmianie i Okręgowy w Wilnie; właściwy urząd pocztowy mieścił się w Kucewiczach.
Po II wojnie światowej w granicach Związku Sowieckiego. Do 1972 roku w sielsowiecie Srtypuny. Do 1978 roku w sielsowiecie Białkowszczyzna.
Od 1991 w niepodległej Białorusi. Do 2008 roku w sielsowiecie Kuszlany